# Zacacoapan
Zacacoapan är en ort i Mexiko.   Den ligger i kommunen Eloxochitlán och delstaten Puebla, i den sydöstra delen av landet, 250 km öster om huvudstaden Mexico City. Zacacoapan ligger 1 247 meter över havet och antalet invånare är 330.
Terrängen runt Zacacoapan är bergig åt nordväst, men åt sydost är den kuperad. Terrängen runt Zacacoapan sluttar brant österut. Runt Zacacoapan är det ganska tätbefolkat, med 100 invånare per kvadratkilometer. Närmaste större samhälle är Zongolica, 19,6 km norr om Zacacoapan. I omgivningarna runt Zacacoapan växer huvudsakligen savannskog.